# Thomas Pauls
Thomas Pauls (geb. 3. Oktober 1986 in Würselen) ist ein deutscher Wirtschaftswissenschaftler und Politiker (CDU). Seit 2025 ist er Mitglied des Deutschen Bundestages.

## Studium und Beruf
Pauls wuchs in Nordrhein-Westfalen auf und legte 2006 das Abitur am städtischen Gymnasium in Herzogenrath ab. Anschließend studierte er bis 2010 Wirtschaftswissenschaften im Bachelor an der Universität zu Köln mit den Schwerpunkten Politik und Finanzen. Hieran folgte bis 2012 ein Masterstudium in International Business mit Schwerpunkt Finanzen an der Universität Maastricht in den Niederlanden, welches er mit Auszeichnung abschloss.
Von 2013 bis 2017 war Pauls wissenschaftlicher Mitarbeiter bei Andreas Walter am Institut für Finanzdienstleistungen der Justus-Liebig-Universität Gießen, wo er 2017 seine Promotion (Dr. rer. pol.) erlangte. Seine Dissertation mit dem Titel „Five Essays in Empirical Finance“ wurde mit dem Dissertationspreis der Justus-Liebig-Universität Gießen ausgezeichnet.
Von 2017 bis 2022 setzte Pauls seine wissenschaftliche Tätigkeit als Postdoc bei Andreas Hackethal am House of Finance der Goethe-Universität Frankfurt am Main fort. Dort wurde er 2024  habilitiert (Dr. rer. pol. habil.).
Seit 2023 ist er als Projektmanager in der Strategie der Commerzbank AG tätig. Sein Arbeitsvertrag ruht seit dem Antritt des Bundestagsmandates.

## Politik
Pauls trat 2005 in die Junge Union ein und ist seit 2011 Mitglied der CDU. Seit 2024 ist er Vorsitzender der Wetterauer Christlich-Demokratischen Arbeitnehmerschaft (CDA).
Zur Bundestagswahl 2025 kandidierte Pauls für das Direktmandat im Wahlkreis Wetterau I (176). Er wurde mit 33,7 Prozent der Erststimmen in den Deutschen Bundestag gewählt.
Im 21. Deutschen Bundestags ist Pauls ordentliches Mitglied in den Ausschüssen für Digitales und Staatsmodernisierung sowie Gesundheit, sowie stellvertretendes Mitglied in den Ausschüssen für Finanzen und Arbeit und Soziales.

## Persönliches
Pauls ist römisch-katholisch, verheiratet und lebt in der Wetterau. Er hat eine Tochter.

## Forschung
Pauls beschäftigt sich empirisch mit dem finanziellen Entscheidungsverhalten privater Haushalte, einem Teilbereich der Behavioral Finance. Dabei untersucht er, wie Haushalte finanzielle Entscheidungen treffen, welche Fehler sie dabei machen und wie man sie dabei unterstützen kann, bessere Entscheidungen zu treffen.
Zentrale Themen seiner Forschung sind Finanzbildung und nachhaltige Finanzprodukte. Seine Habilitationsschrift „Household Financial Decision Making in Light of Growing Sustainability Demands“ befasst sich explizit mit den Herausforderungen und Chancen, die sich aus wachsenden Nachhaltigkeitsanforderungen für das finanzielle Verhalten privater Haushalte ergeben.

## Publikationen (Auswahl)
Arbeitspapiere
- Thomas Pauls & Marten Laudi (2024) „Size Matters. Temporal Framing of Tax Stimuli and Household Consumption“. Arbeitspapier.
- Marten Laudi, Thomas Pauls & Paul Smeets (2024) „Dirty Money. The Impact of Negative ESG News Sentiment on Dividend Consumption“. Arbeitspapier.

Beiträge in Fachzeitschriften
- Tobias Meyll, Thomas Pauls & Andreas Walter (2019) „Why Do Households Leave Money on the Table? The Case of Subsidized Pension Products“. Journal of Behavioral Finance 21(3): 266–83.
- Christina Bannier, Thomas Pauls & Andreas Walter (2019) „Content analysis of business communication: introducing a German dictionary“. Journal of Business Economics 89, 79–123.
- Tobias Meyll & Thomas Pauls (2019) „The gender gap in over-indebtedness“. Finance Research Letters 31.

Sonstige Publikationen
- Thomas Pauls (2024): Household Financial Decision Making in Light of Growing Sustainability Demands. Habilitationsschrift, Goethe-Universität Frankfurt am Main.

- Thomas Pauls (2017): Five essays in empirical finance. Dissertation, Justus-Liebig-Universität Gießen.